# Coppa Bernocchi 2019
La Coppa Bernocchi 2019, centounesima edizione della corsa, valevole come evento dell'UCI Europe Tour 2019 e della Ciclismo Cup 2019 categoria 1.1, si è svolta il 15 settembre 2019 su un percorso di 198,2 km, con partenza e arrivo a Legnano, in Italia. La vittoria è stata appannaggio del tedesco Phil Bauhaus, il quale ha completato il percorso in 4h34'25", alla media di 43,336 km/h, precedendo gli italiani Simone Consonni e Imerio Cima.
Sul traguardo di Legnano 107 ciclisti, su 169 partenti, hanno portato a termine la manifestazione.

## Squadre e corridori partecipanti
| N.      | Cod. | Squadra                       |
| ------- | ---- | ----------------------------- |
| 1-7     | ITA  | Italia                        |
| 11-16   | TBM  | Bahrain-Merida                |
| 21-27   | AST  | Astana Pro Team               |
| 31-37   | UAD  | UAE Team Emirates             |
| 41-47   | ANS  | Androni Giocattoli-Sidermec   |
| 51-57   | BRD  | Bardiani CSF                  |
| 61-67   | NSK  | Neri Sottoli Selle Italia KTM |
| 71-77   | NIP  | Nippo-Vini Fantini-Faizanè    |
| 81-87   | CJR  | Caja Rural-Seguros RGA        |
| 91-97   | DMP  | Delko Marseille Provence      |
| 101-107 | GAZ  | Gazprom-RusVelo               |
| 111-117 | WGG  | Wanty-Gobert Cycling Team     |
| 121-127 | PCB  | Team Arkéa-Samsic             |

| N.      | Cod. | Squadra                            |
| ------- | ---- | ---------------------------------- |
| 131-137 | TDE  | Total Direct Énergie               |
| 141-147 | EUS  | Euskadi Basque Country-Murias      |
| 151-157 | VCB  | Vital Concept-B&B Hotels           |
| 161-167 | ICA  | Israel Cycling Academy             |
| 171-177 | DDC  | Dimension Data for Qhubeka         |
| 181-187 | CPK  | Team Colpack                       |
| 191-197 | BHP  | BeltramiTSA Hopplà Petroli Firenze |
| 201-207 | AZT  | D'Amico UM Tools                   |
| 211-217 | SAN  | Sangemini-Trevigiani-MG.K Vis      |
| 221-227 | BIC  | Biesse Carrera                     |
| 231-235 | GTV  | Giotti Victoria-Palomar            |
| 241-247 | MKT  | Meridiana Kamen Team               |

## Ordine d'arrivo (Top 10)
| Pos. | Corridore            | Squadra      | Tempo    |
| ---- | -------------------- | ------------ | -------- |
| 1    | Phil Bauhaus         | Bahrain-Me.  | 4h34'25" |
| 2    | Simone Consonni      | UAE          | s.t.     |
| 3    | Imerio Cima          | Nippo        | a 1"     |
| 4    | Alexander Konychev   | Dimens. CT   | s.t.     |
| 5    | Damiano Cima         | Nippo        | s.t.     |
| 6    | Alberto Dainese      | Italia       | s.t.     |
| 7    | Evgenij Gidič        | Astana       | s.t.     |
| 8    | Edwin Ávila          | Israel       | s.t.     |
| 9    | Riccardo Stacchiotti | Giotti Vic.  | s.t.     |
| 10   | Umberto Marengo      | Neri Sottoli | s.t.     |